# VIII Concurs de castells de Tarragona
El VIII Concurs de castells de Tarragona tingué lloc el 28 de setembre del 1980 a la plaça de braus de Tarragona, actual Tarraco Arena Plaça. Fou el vint-i-tresè concurs de castells de la història i el primer Concurs de castells de Tarragona després del règim de Franco.
Després de set anys sense que hi hagués cap concurs entre colles, substituïts a Tarragona per «Manifestacions Castelleres» sense premis, la tarragonina Plaça del Braus fou escenari del VIII Concurs de Castells. La iniciativa de regenerar un altre cop els concursos partí del Patronat. Tanmateix l'acceptació no va ser per part de totes les colles, els Minyons de Terrassa no hi van participar perquè no eren favorables als concursos.
Les bases establien una divisió de les colles, un total de 16 en quatre grups:
- A: Colles Castells de Vuit; actuen les colles una per una.
- B: Colles de Castells superiors al 3d7; actuen les colles una per una.
- C: Colles de Castells de Set; totes les colles d'aquest grup simultàniament.
- D: Colles de Castells de Sis; totes les colles d'aquest grup simultàniament.

L'actuació conjunta tenia l'objectiu de no allargar els concursos en el temps i així, abaixar les tensions entre les colles tal com va succeir l'any 1973 a Vilafranca. Aquest era l'objectiu principal, però no es va assolir, ja que el concurs durà prop de sis hores la qual cosa va cansar i molt a les quinze mil persones congregades a les grades de la Plaça de Braus. Els premis, en metàl·lic anaven de les 55.000 pessetes fins a les 300.000, fen un total de 2.300.000 pessetes a repartir entre els participants.

## Resultats

### Classificació
| Resultat              |
| --------------------- |
| Descarregat (D)       |
| Carregat (C)          |
| Intent (I)            |
| Intent desmuntat (ID) |

En el VIII Concurs de castells de Tarragona hi van participar 16 colles.
Llegenda
a: amb agulla o pilar al mig
ps: aixecat per sota
f: amb folre
| Pos. | Colla                             | 1a ronda | 2a ronda | 3a ronda  | 4a ronda | 5a ronda | 6a ronda | Punts |
| ---- | --------------------------------- | -------- | -------- | --------- | -------- | -------- | -------- | ----- |
| 1    | Colla Joves dels Xiquets de Valls | 3de8     | 5de8(i)  | 5de8(c)   | 4de8     | —        | —        | 3.598 |
| 2    | Colla Vella dels Xiquets de Valls | 4de8     | 2de8f    | 3de8      | 5de8(i)  | —        | —        | 3.500 |
| 3    | Castellers de Vilafranca          | 4de8(c)  | 2de7     | 3de7ps(i) | 5de7     | 3de7ps   | —        | 2.640 |
| 4    | Nens del Vendrell                 | 4de8(c)  | 3de8(i)  | 3de8(i)   | 2de7     | 5de7(c)  | —        | 2.493 |
| 5    | Castellers de Barcelona           | 5de7     | 3de7ps   | 2de7(i)   | 2de7     | Pde6(i)  | —        | 2.390 |
| 6    | Bordegassos de Vilanova           | 4de7a    | 5de7     | 3de7ps(c) | 2de7(c)  | —        | —        | 2.295 |
| 7    | Castellers de Sitges              | 4de7a    | 5de7     | 2de7(c)   | 3de8(i)  | —        | —        | 2.143 |
| 8    | Xiquets de Tarragona              | 3de7     | 4de7a    | 5de7      | 2de7(i)  | 2de7(i)  | —        | 1.800 |
| 9    | Nois de la Torre                  | 2de6     | 4de7     | 3de7      | 4de7a    | 2de7(i)  | —        | 1.500 |
| 10   | Castellers d'Altafulla            | Pde5     | 2de6     | 4de7(i)   | 4de7     | 3de7(i)  | 3de7     | 1.090 |
| 11   | Castellers de Terrassa            | 5de6     | Pde5(c)  | 2de6      | 4de7     | —        | —        | 790   |
| 12   | Colla de Mar de Vilanova          | 3de6     | 2de6     | 4de7      | 3de7(i)  | 3de7(i)  | 3de7(i)  | 690   |
| 13   | Colla Jove Xiquets de Tarragona   | 4de6a    | 3de6ps   | Pde5      | 2de6     | —        | —        | 600   |
| 14   | Brivalls de Cornudella            | 3de6     | 4de6a    | 2de6      | 3de7(i)  | 3de7(i)  | —        | 400   |
| 15   | Minyons de l'Arboç                | Pde5     | 2de6     | 4de7(i)   | 3de7(i)  | 3de7(i)  | 2de7(i)  | 390   |
| 16   | Castellers de Montmeló            | 4de6(i)  | 4de6     | 3de6      | 2de6(i)  | 2de6(c)  | —        | 345   |

### Estadística
La següent taula mostra l'estadística dels castells que es van provar al concurs de castells.
| Castell                 | Descarregat | Carregat | Intent | Intent desmuntat | Total |
| ----------------------- | ----------- | -------- | ------ | ---------------- | ----- |
| 5 de 8                  | —           | 1        | 2      | —                | 3     |
| 2 de 8 amb folre        | 1           | —        | —      | —                | 1     |
| 3 de 8                  | 2           | —        | 3      | —                | 5     |
| Pilar de 6              | —           | —        | 1      | —                | 1     |
| 4 de 8                  | 2           | 2        | —      | —                | 4     |
| 2 de 7                  | 3           | 2        | 6      | —                | 11    |
| 3 de 7 aixecat per sota | 2           | 1        | 1      | —                | 4     |
| 5 de 7                  | 5           | 1        | —      | —                | 6     |
| 4 de 7 amb l'agulla     | 4           | —        | —      | —                | 4     |
| 3 de 7                  | 3           | —        | 8      | —                | 11    |
| 4 de 7                  | 4           | —        | 2      | —                | 6     |
| Pilar de 5              | 2           | 1        | —      | —                | 3     |
| 2 de 6                  | 7           | 1        | 1      | —                | 9     |
| 3 de 6 aixecat per sota | 1           | —        | —      | —                | 1     |
| 5 de 6                  | 1           | —        | —      | —                | 1     |
| 4 de 6 amb l'agulla     | 2           | —        | —      | —                | 2     |
| 3 de 6                  | 3           | —        | —      | —                | 3     |
| 4 de 6                  | 1           | —        | 1      | —                | 2     |
| Total                   | 43          | 9        | 25     | 0                | 77    |
| Percentatge             | 55,8%       | 11,7%    | 32,5%  | 0%               | 100%  |

## Taula de puntuacions
| Castell                         | Punts |
| ------------------------------- | ----- |
| 4 de 6                          | 75    |
| 3 de 6                          | 100   |
| 4 de 6 amb l'agulla             | 125   |
| 5 de 6                          | 150   |
| 3 de 6 aixecat per sota         | 200   |
| 2 de 6                          | 200   |
| Pilar de 5                      | 200   |
| 4 de 7                          | 400   |
| 3 de 7                          | 500   |
| 4 de 7 amb l'agulla             | 600   |
| 5 de 7                          | 700   |
| 3 de 7 aixecat per sota         | 800   |
| 2 de 7                          | 900   |
| 4 de 8                          | 1000  |
| Pilar de 6                      | 1200  |
| 3 de 8                          | 1200  |
| 2 de 8 amb folre                | 1300  |
| Pilar de 7 amb folre            | 1400  |
| 5 de 8                          | 1500  |
| 4 de 8 amb l'agulla             | 1700  |
| 3 de 8 aixecat per sota         | 1850  |
| 4 de 9 amb folre                | 1700  |
| 3 de 9 amb folre                | 1700  |
| Pilar de 8 amb folre i manilles | 1700  |
| 5 de 9 amb folre                | 1700  |
| 4 de 9 sense folre              | 1700  |